# Gliese 453
Gliese 453 è una stella nana arancione di classe spettrale K4-V situata nella costellazione dell'Idra e distante 33,1 anni luce dal Sistema solare.
Ha una massa del 78% di quella solare, un raggio del 72% e una luminosità del 23% di quella della nostra stella.